# Carlo I d'Austria
Carlo I d'Austria (in tedesco Karl Franz Joseph Ludwig Hubert Georg Otto Maria von Habsburg-Lothringen-Este; "Carlo Francesco Giuseppe Ludovico Uberto Giorgio Ottone Maria d'Asburgo-Lorena-Este"; Persenbeug, 17 agosto 1887 – Funchal, 1º aprile 1922) è stato l'ultimo imperatore d'Austria, re d'Ungheria e Boemia, e monarca della Casa d'Asburgo-Lorena e Austria-Este.
Successe al prozio, Francesco Giuseppe I, nel 1916 per poi dover abdicare nel novembre del 1918, a seguito della sconfitta dell'Impero nella Grande Guerra. Beatificato da papa Giovanni Paolo II il 3 ottobre 2004, la sua memoria liturgica ricorre il 21 ottobre.

## Biografia

### Giovinezza
L'Arciduca Carlo nacque il 17 agosto 1887, figlio di Ottone Francesco d'Austria e della moglie, Maria Giuseppina di Sassonia; alla sua nascita, l'arciduca era quinto in successione al trono imperiale, dopo Rodolfo, figlio di Francesco Giuseppe I, suo nonno Carlo Ludovico, lo zio Francesco Ferdinando ed il padre. Aveva un fratello, l'arciduca Massimiliano Eugenio d'Asburgo-Lorena. Nel 1889 l'erede al trono, l'arciduca Rodolfo, si suicidò a Mayerling. Il nonno Carlo Ludovico morì nel 1896 mentre il padre morì nel 1906, Carlo si ritrovò così a soli due passi dal trono.
Durante la sua infanzia, l'Arciduca fu influenzato soprattutto dalla madre che conduceva una vita molto pia e riservata, al contrario del marito Ottone, il quale faceva notizia per il suo stile di vita scandaloso. Carlo ricevette inizialmente una solida istruzione da tutori privati, frequentando poi, come studente esterno, lo Schottengymnasium a Vienna, un istituto educativo d'élite gestito dall'Ordine benedettino. Successivamente studiò per diversi semestri all’Università di Praga, ma senza ottenere un titolo accademico, poiché secondo le regole dell’epoca ciò sarebbe stato contrastante, visto che faceva parte della famiglia imperiale.
Nel 1903 venne nominato Tenente di reggimento dell'Imperatore. Due anni più tardi, iniziò il suo addestramento militare in un reggimento di dragoni. Dopo un altro mese venne promosso primo tenente. Interruppe il servizio militare solo per un breve periodo per studiare a Praga, ma ben presto riprese da dove aveva interrotto. Dal 1912 al 1914 fu a capo del 39º reggimento a Vienna.

### Matrimonio
Il 21 ottobre 1911 Carlo sposò la principessa Zita di Borbone-Parma, figlia di Roberto I, ultimo duca parmense, e di Maria Antonia di Braganza, figlia del re Michele I del Portogallo; Carlo si recò a Villa Pianore, residenza invernale italiana dei Parma, e chiese la mano di Zita. Il 13 giugno 1911, il loro fidanzamento fu annunciato alla corte austriaca. Carlo e Zita si sposarono al Castello dei Borbone-Parma di Schwarzau, in Austria.
Nel 1900 l'arciduca Francesco Ferdinando aveva contratto un matrimonio morganatico, che prevedeva che i figli nati dall'unione venissero esclusi dalla successione al trono. Il Kaiser Franz Josef fece pressione al pronipote Karl affinché si sposasse; la sposa era anche lei, come Carlo, una cattolica devota, e di sangue reale, discendeva infatti dalle case di Braganza, Savoia, Borbone-Spagna e di Borbone-Francia.
La coppia ebbe otto figli:
- Ottone (1912 - 2011)
- Adelaide (1914 - 1971)
- Roberto (1915 - 1996)
- Felice (1916 - 2011)
- Carlo Ludovico (1918 - 2007)
- Rodolfo (1919 - 2010)
- Carlotta (1921 - 1989)
- Elisabetta (1922 - 1993)

### Erede al trono
Il 28 giugno 1914 lo zio Francesco Ferdinando, assieme alla moglie Sofia, si recò in visita a Sarajevo, allora capitale della Bosnia austriaca che era stata annessa all'Impero nel 1908; la coppia reale venne assassinata dal rivoluzionario Gavrilo Princip. Carlo divenne così l'erede al trono imperiale, ma nonostante questo non venne coinvolto nelle decisione politiche dell'Imperatore degli anni seguenti, periodo in cui il paese combatté la Prima guerra mondiale, alla cui adesione Carlo non ebbe voce in capitolo.
Con lo scoppio del conflitto, Carlo venne trasferito all'Alto Comando dell'Esercito, il cui quartier generale era a Teschen in Slesia, che era posto sotto il comando dell'Arciduca Federico, duca di Teschen. In seguito prese parte come Tenente maresciallo all'Offensiva in Galizia contro l'Impero russo, sul fronte orientale, divenendo testimone del decadimento militare dell'Esercito austro-ungarico. Tramite un'ordinanza imperiale, Carlo assunse la cura degli affari dello Stato il 7 novembre 1916, a causa della salute e della vecchiaia dell'imperatore Francesco Giuseppe.

### Ascesa al trono

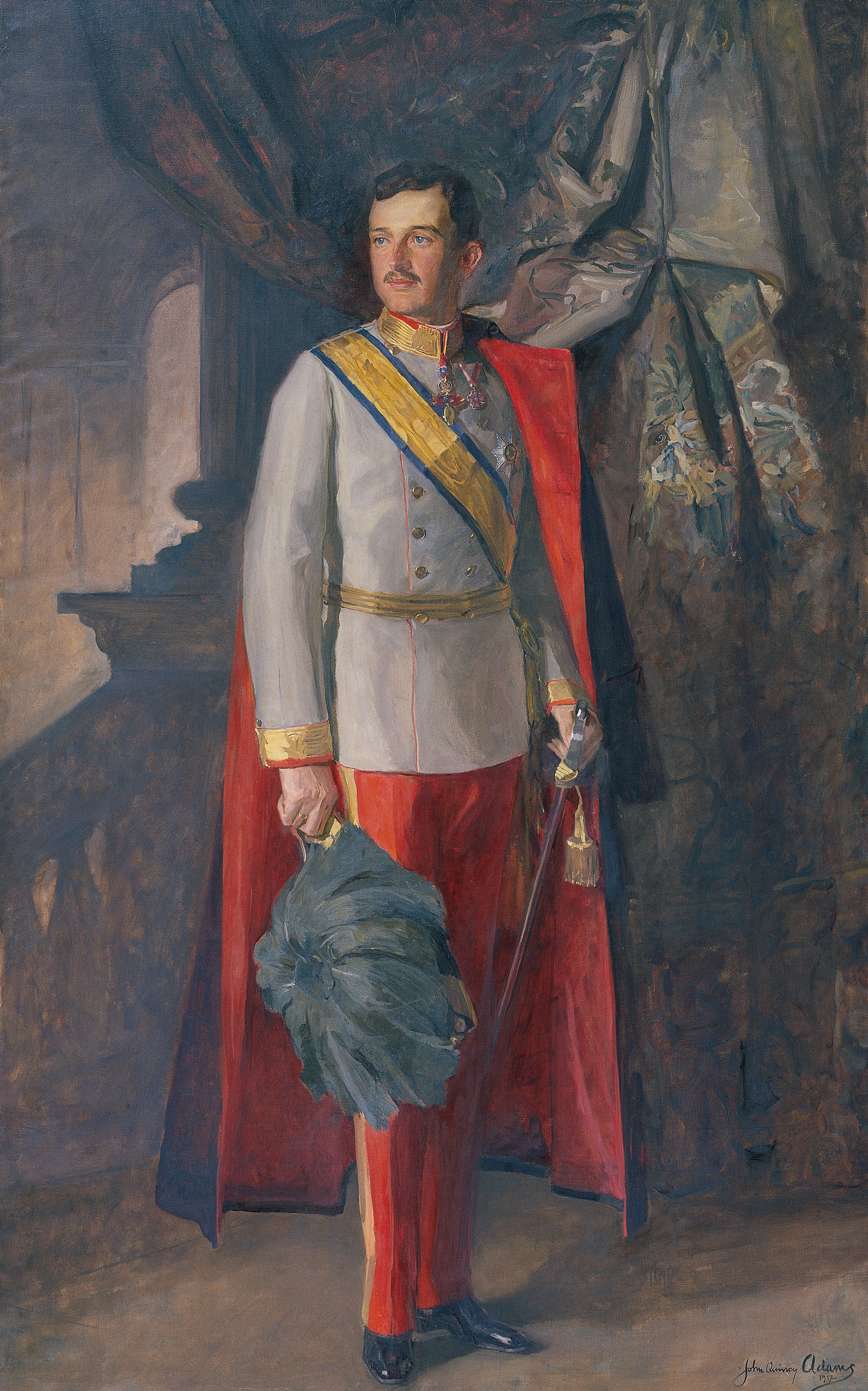
Carlo I, Imperatore d'Austria.

Il 21 novembre 1916 Francesco Giuseppe morì e così gli successe il pronipote come Carlo I d'Austria e IV d'Ungheria. Il nuovo Imperatore fu incoronato il 30 dicembre dello stesso anno. Di carattere mite e con virtù familiari, riconosciute anche dagli avversari, rigidamente cattolico, dotato di spirito umanitario, e avverso agli orrori della guerra, Carlo I non possedeva le qualità necessarie per reggere l'impero nella difficile situazione in cui lo aveva trovato. Di fronte ai problemi urgenti di una monarchia indebolita, divenne ormai evidente che il monarca era stato scarsamente preparato al suo ruolo di sovrano. Venne soprannominato "l'Improvviso".

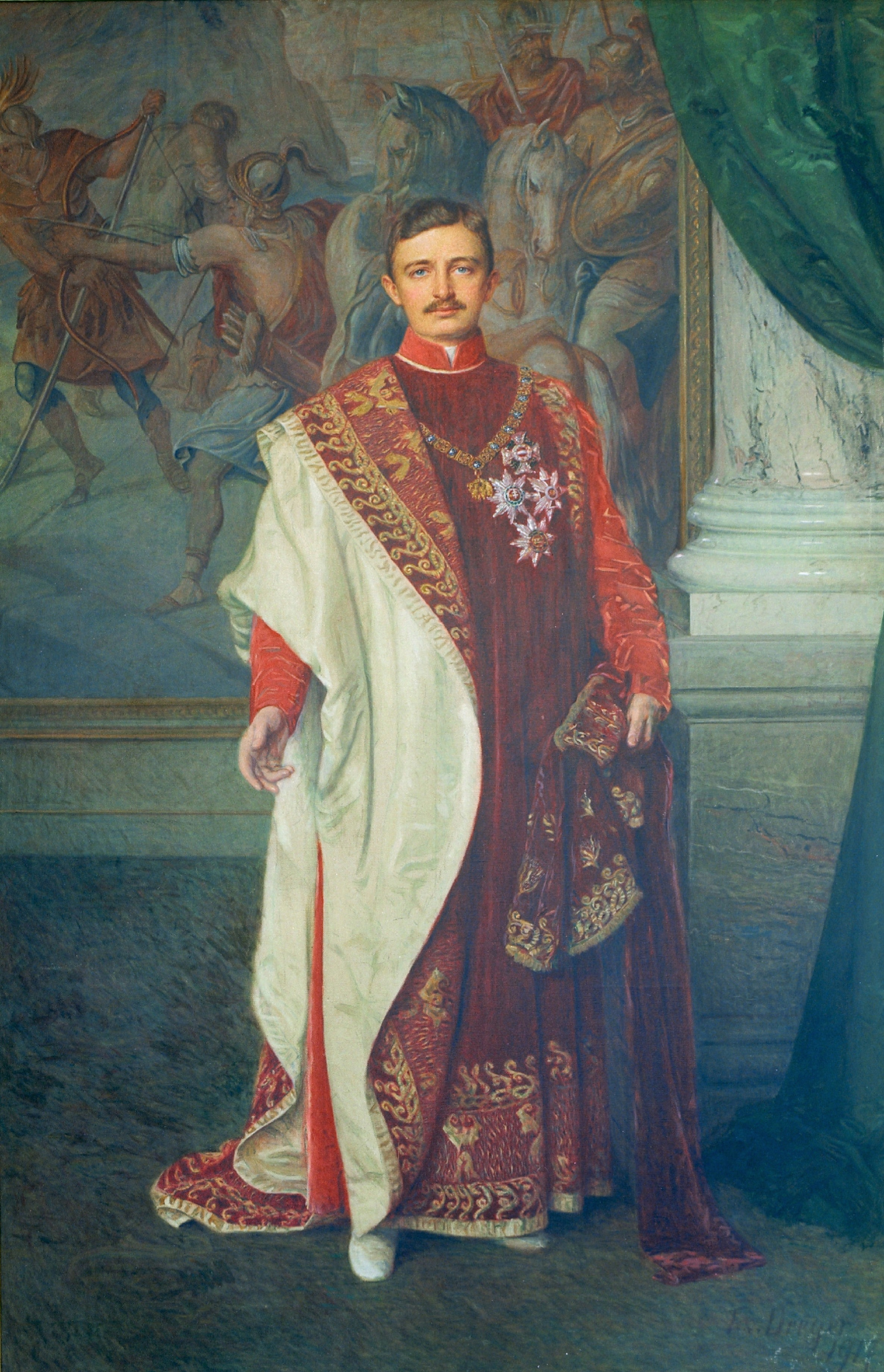
Carlo, Imperatore d'Austria.

In un primo proclama del 23 novembre egli dichiarò il proposito di continuare la guerra a fianco dei suoi alleati, sia pure ammettendo che una pace onorevole lo avrebbe trovato favorevolmente predisposto. L'Imperatore assunse personalmente il Comando supremo delle Forze armate e trasferì il quartier generale a Baden, vicino a Vienna, e sostituì il comandante in capo, Federico di Teschen, e licenziò il potente capo di stato maggiore generale Franz Conrad von Hötzendorf. Con la convocazione del Reichstag austriaco, il parlamento, che non veniva convocato dallo scoppio della Guerra, pose fine al dominio dell’esercito sugli affari civili dello Stato, visto che fino ad allora il paese veniva governato da disposizioni di emergenza e la parte austriaca dell’Impero venne de facto trasformata in una dittatura militare. Chiamò a presiedere il Consiglio dei ministri il boemo Clam-Martinic, e agli Affari esteri il conte Ottokar Czernin, anche lui della Boemia. Promise un'amnistia alle nazionalità oppresse, ma si inimicò tramite ciò le simpatie di influenti capi militari e, in particolare, dei tedeschi. Mentre il Kaiser Franz Josef era abituato a prendere tutte le decisioni da solo, Carlo era solito convocare un consiglio congiunto dei ministri e chiedere consiglio anche alla moglie Zita.

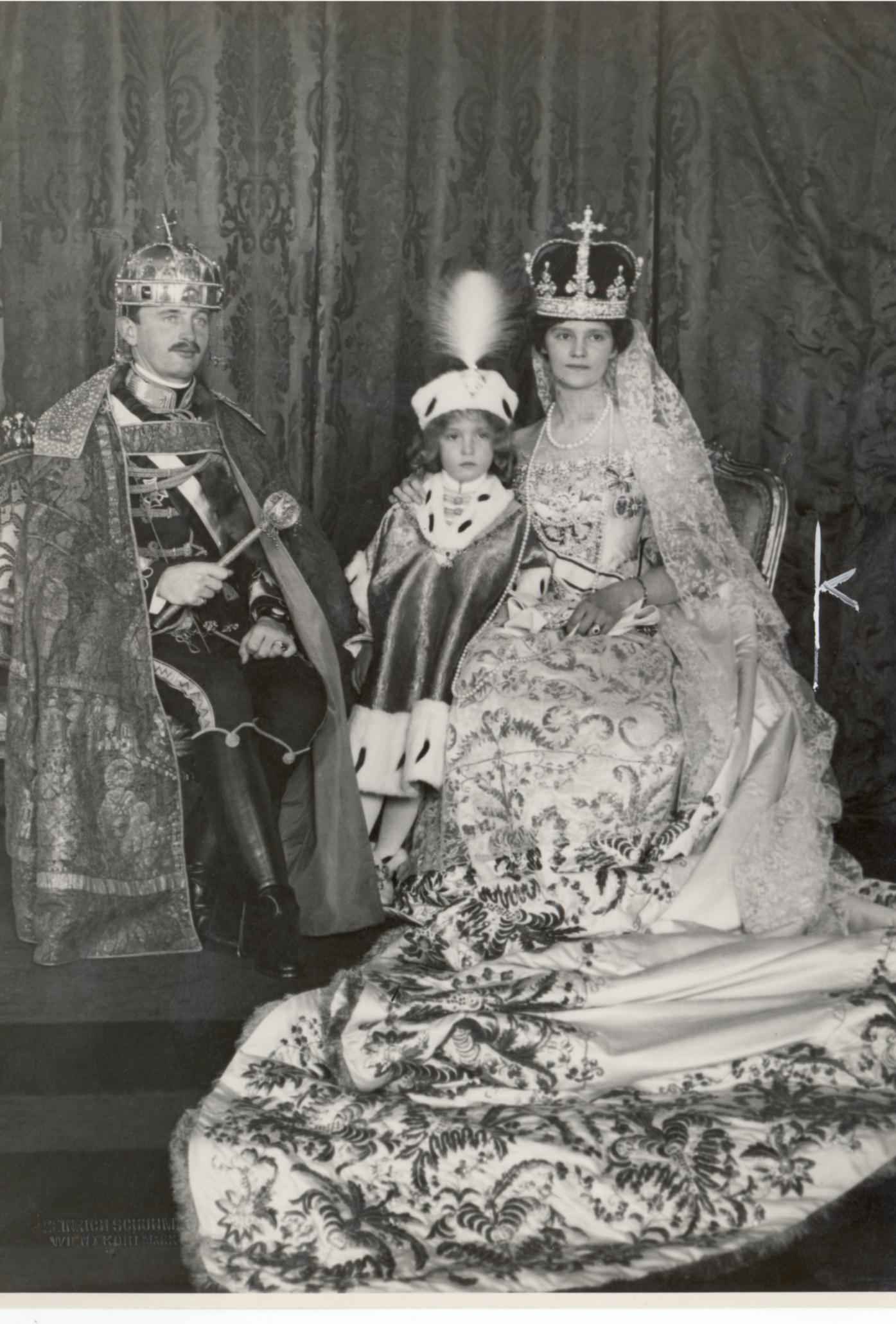
Incoronazione di Carlo e Zita.

Con il prolungamento della guerra e il deterioramento dello sforzo bellico militare dell'Austria-Ungheria, e poiché riconobbe che il suo popolo, in generale, era ormai stanco della guerra, Carlo I cercò di far uscire l'Impero dal conflitto. Inoltre, incoraggiato dalla moglie che aveva simpatie francesi, il Kaiser tentò di sottrarsi dall'alleanza con la Germania, soprattutto a seguito dello scoppio della Rivoluzione russa. L'idea era quella di firmare una pace separata per salvare la monarchia dall'imminente crollo. Alla fine del 1916 avviò quindi trattative segrete con la Francia, avvalendosi del cognato, Sisto di Borbone-Parma, come intermediario. Dopo che i documenti segreti e le lettere mandate al principe Sisto, la cui esistenza Carlo aveva negato, furono pubblicati nell'aprile del 1918 a causa di indiscrezioni e disavventure diplomatiche ("Affare Sisto"), la credibilità del sovrano in patria e all'estero fu completamente distrutta.

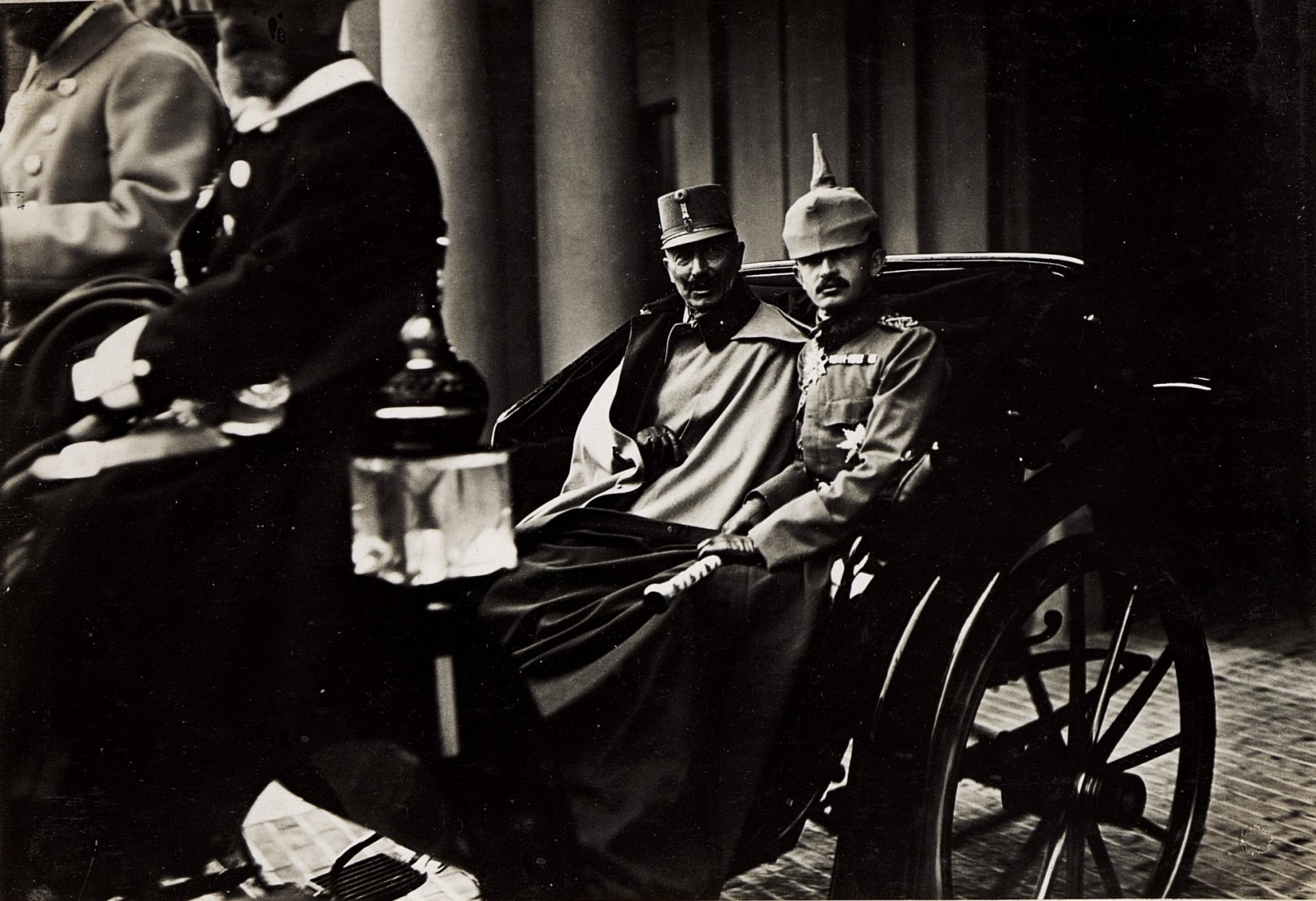
Guglielmo II e Carlo I nel 1917.

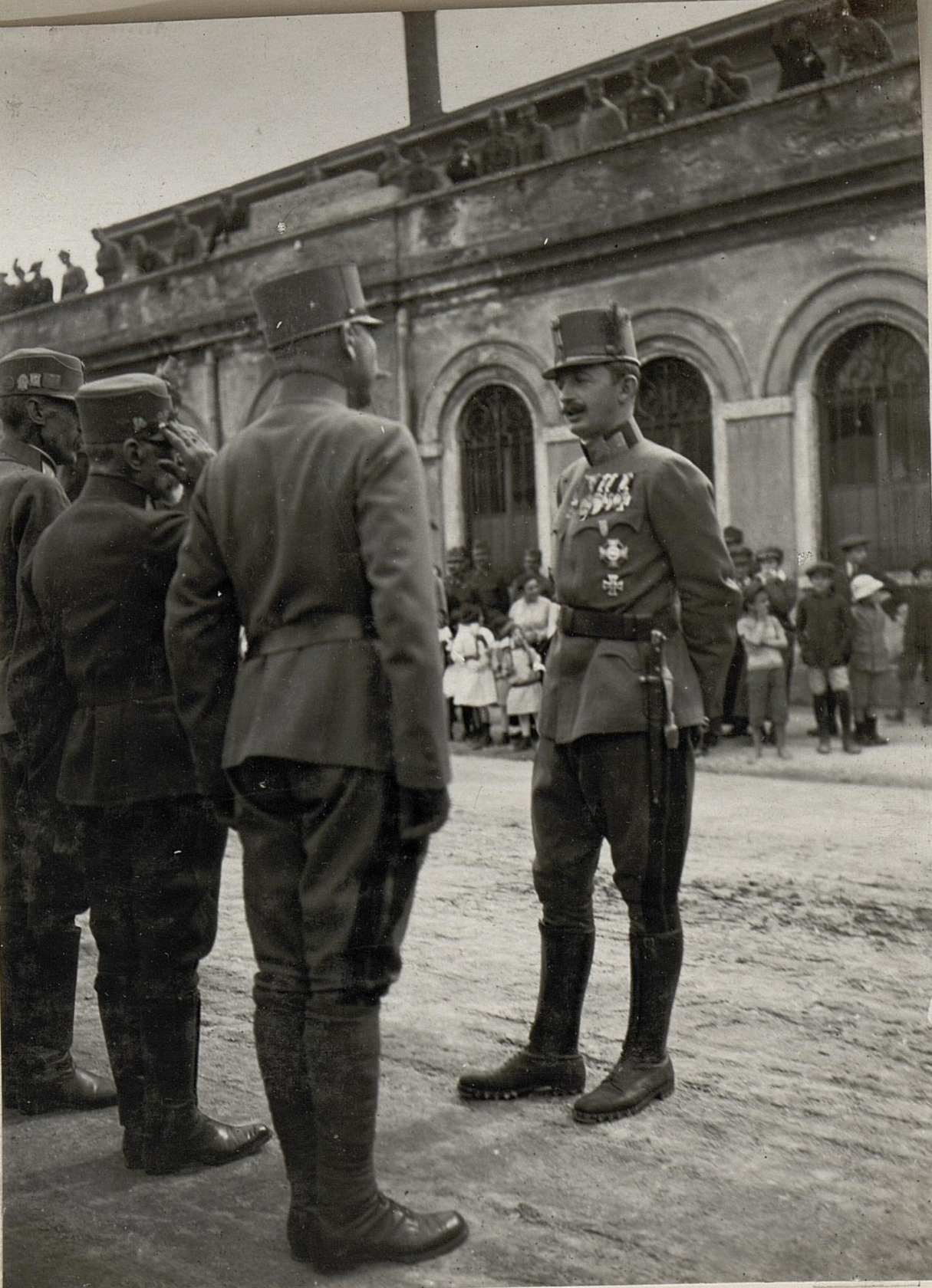
Carlo I con le truppe dell'Esercito.

Ulteriori sforzi di pace, come il divieto di bombardare obiettivi civili e l'uso di gas velenosi, portarono a grandi tensioni con l'Impero tedesco. Molti dei suoi consiglieri erano favorevoli a un legame più forte con il Reich tedesco, piuttosto che a ulteriori piani di pace. Tuttavia, poiché la Germania si rifiutò di indicare obiettivi di pace concreti, qualunque offerta di pace venne respinta dalle nazioni nemiche. Anche ulteriori tentativi, come i negoziati per una pace separata e indipendente dalla Germania, fallirono, principalmente perché francesi e italiani erano ormai certi della vittoria. Tutti fallirono, in gran parte, anche perché l'imperatore si rifiutò di cedere territori all'Italia. Carlo I nominò agli Esteri il conte Burian, che succedette a Czernin il 18 aprile 1918, e si recò poi in maggio in visita al quartier generale di Guglielmo II di Germania. La situazione peggiorò ulteriormente con l'Offensiva sul Piave, vittoria italiana, le pressione separatiste mosse dagli Slavi, oltre all'accusa mossa all'Imperatrice Zita, designata in Germania come spia anti-tedesca e collaboratrice con l'Italia. 

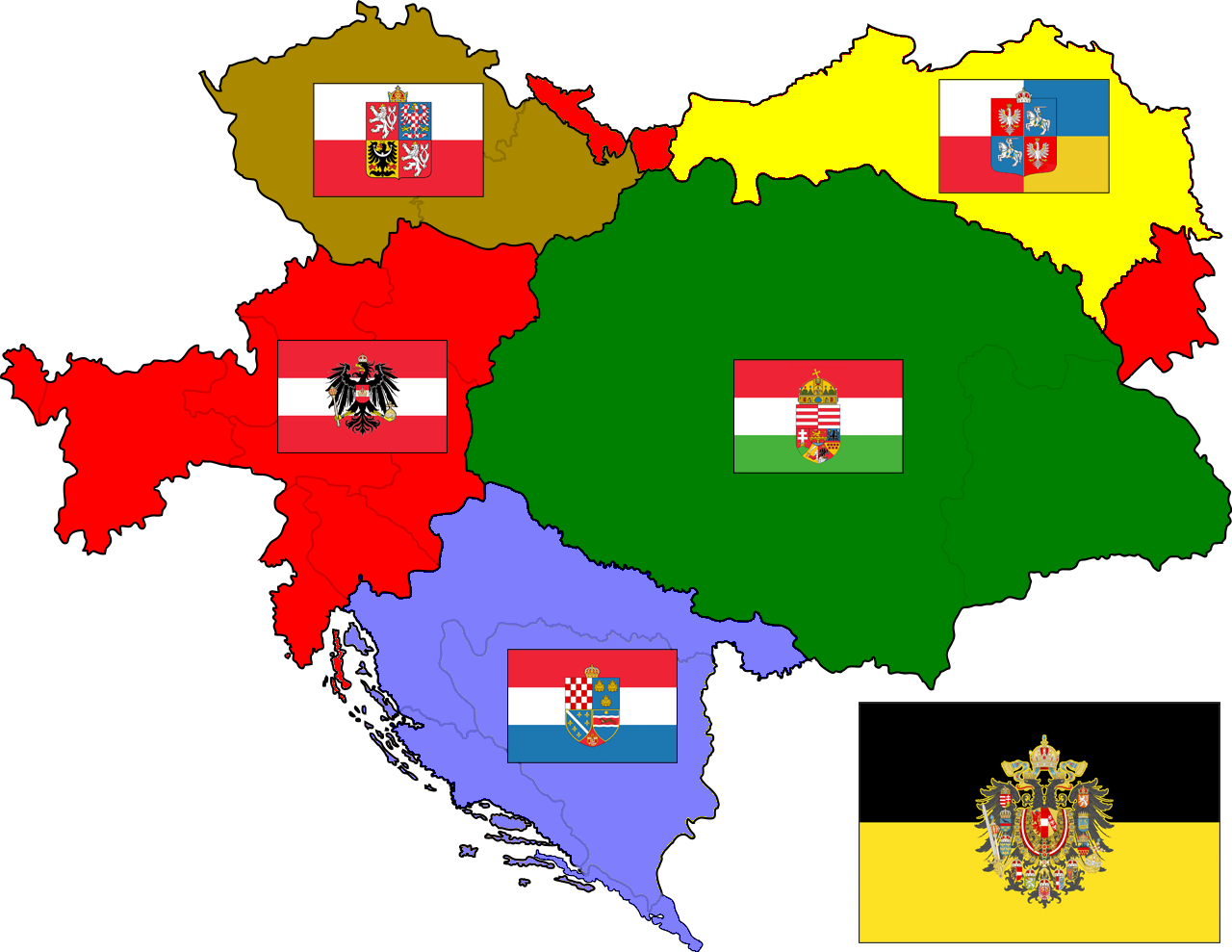
Divisione federale dell'Impero.

Gli ultimi mesi del regno di Carlo furono caratterizzati dagli sforzi disperati del Kaiser per conservare il trono, a qualunque costo: il 1º ottobre il sovrano concesse l'autonomia ad alcuni gruppi etnici dell'Impero. Il 17 ottobre trasformò l'Impero in uno Stato federale e nominò, al posto di Burian, il conte Andràassy quale nuovo Ministro degli Esteri. Quest'ultimo comunicò, in nome dell'Imperatore, agli Stati Uniti che l'Austria-Ungheria era pronta a dei negoziati, secondo i principi del Presidente Wilson. Il 26 ottobre nominò quale Capo del Governo il liberale Lammasch, che sostituì il filo-tedesco von Heinlein. Il trono di Carlo però si destabilizzò drasticamente con la Battaglia di Vittorio Veneto, vinta dal Regio esercito italiano, che determinò la sconfitta dell'Austro-Ungheria nella Prima guerra mondiale.

### Caduta della monarchia

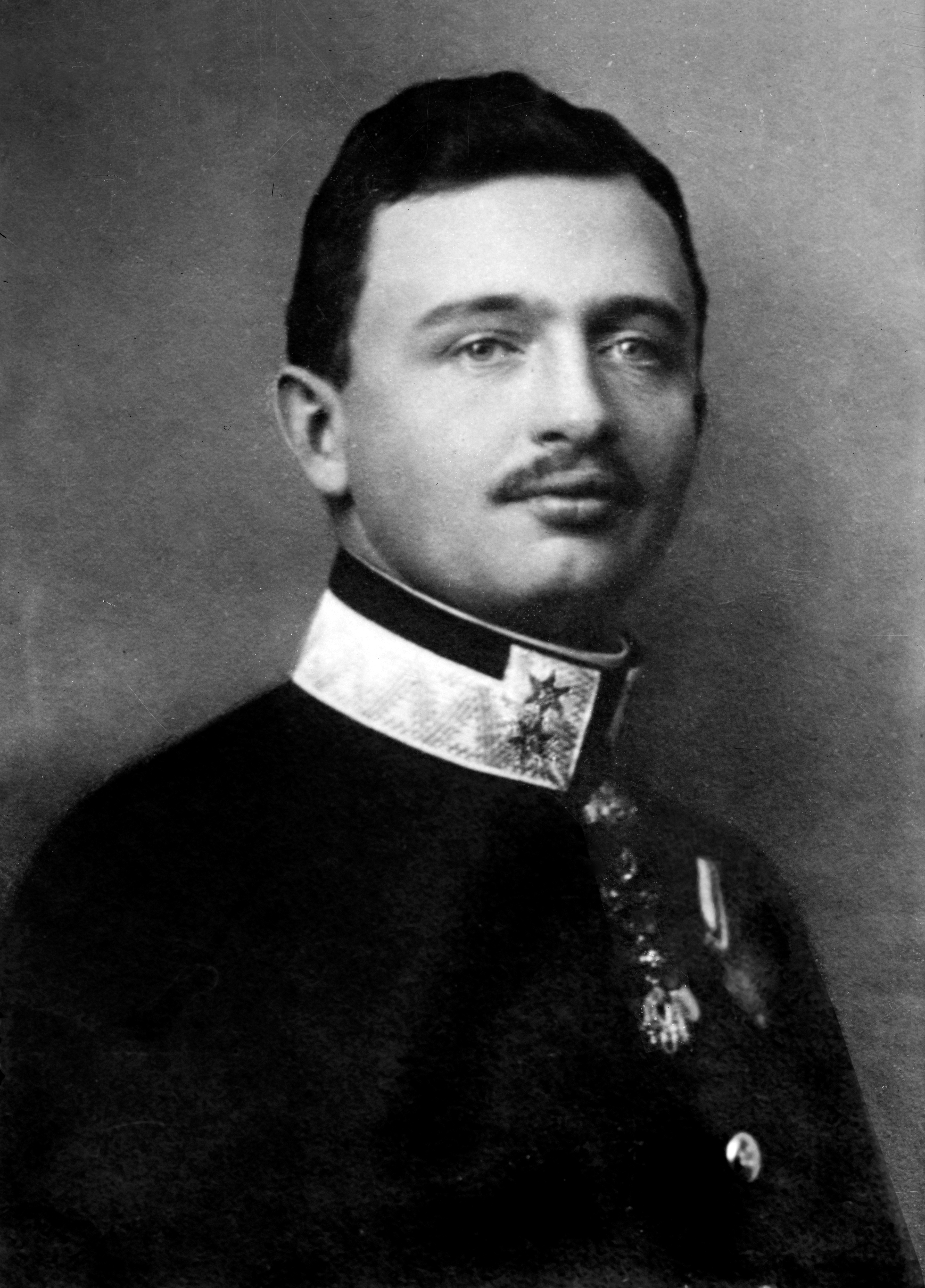
Carlo IV, re apostolico d'Ungheria.

Il 4 novembre 1918 fu firmato l'armistizio e poco dopo l'Esercito imperiale fu sciolto, la monarchia così di dissolse completamente, anche a seguito di numerose sommosse popolari, provocate sia dalle etnie austriache che slave o balcaniche. Carlo I, l'11 novembre 1918, firmò a Schönbrunn una dichiarazione in cui rinunciava a qualsiasi partecipazione agli affari governativi della parte austriaca dell'Impero. Due giorni dopo, il 13 novembre, seguì una dichiarazione simile per la parte ungherese dello Stato. Il 12 novembre cessò di essere Imperatore d'Austria e Re Apostolico d'Ungheria. A seguito di questa abdicazione, l'Impero Austro-Ungarico si dissolse ufficialmente, nacquero infatti gli stati d'Austria, Ungheria, Cecoslovacchia e lo Stato degli Sloveni, Croati e Serbi. Il 31 dicembre 1918, non volle mancare al Te Deum a Vienna per ringraziare Dio del dono della pace per il suo popolo. Il 3 aprile 1919 il Governo repubblicano austriaco decise di promulgare la cosiddetta Legge Asburgica (Habsburgergesetz), che decretò la deposizione ufficiale di Carlo I dal trono, l'esilio perpetuo di tutti i membri della famiglia Asburgo-Lorena che non avessero rinunciato al potere e non avessero accettato la repubblica. Inoltre fu decretata la confisca dei loro beni.

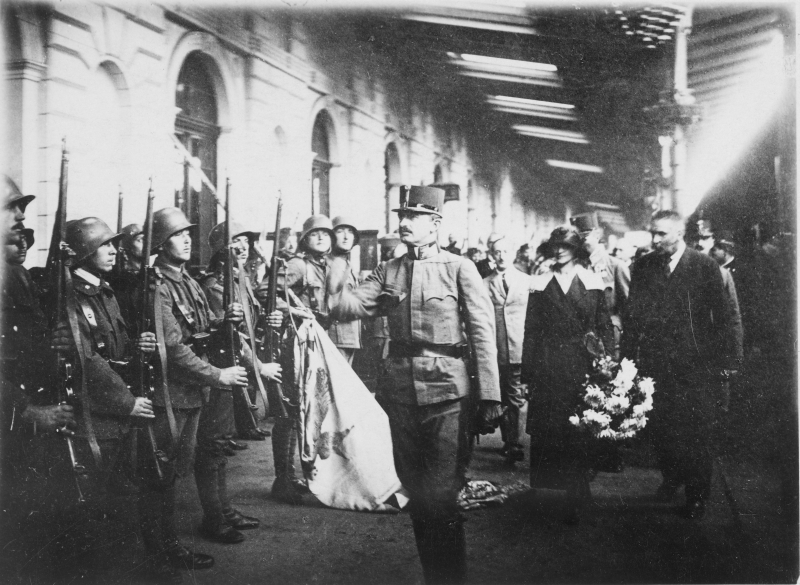
Carlo e Zita arrivano in Ungheria.

Carlo e la famiglia imperiale fuggì in Ungheria e dichiarò di accettare la forma di stato che l'Austria avrebbe adottato, ovvero la repubblica, rinunciando comunque ai titoli governativi imperiali. Visse nel Castello di Eckartsau e poi in Svizzera. A seguito di una profonda crisi scoppiata in Ungheria, Carlo I, spinto da alcuni avventurieri e dall'ambizione della moglie, lasciò la Svizzera e si recò a Szombathely, Ungheria occidentale. Di fronte però alla ferma e prudente opposizione del reggente Horthy e all'ostilità dell'Assemblea nazionale, della Piccola Intesa e della Conferenza degli Ambasciatori, Carlo dovette rinunciare all'impresa, che mirava a riacquistare la corona ungherese, e lasciò il suolo ungherese. Sei mesi dopo ebbe luogo un suo secondo tentativo; l'ex Imperatore viaggiò su di un aeroplano dalla Svizzera a Demesfalva, presso Sopron, Ungheria occidentale, accompagnato dalla moglie Zita. Accolto favorevolmente dai feudatari locali, tra cui il conte Andrássy, Carlo I ebbe la soddisfazione di poter raccogliere le truppe dei presidi vicini, di nominare un gabinetto e di intraprendere una marcia su Budapest. 

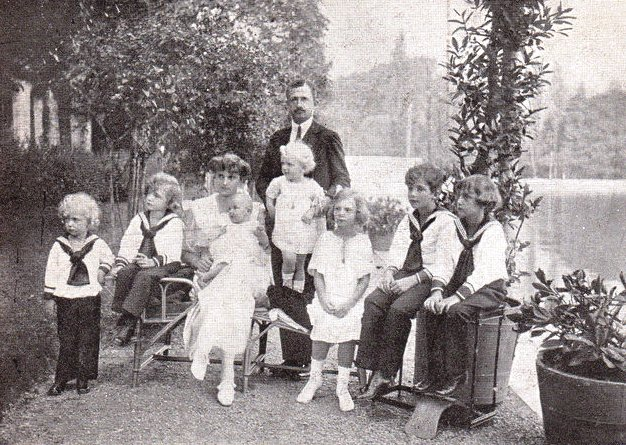
Carlo con i suoi figli, a Madera.

Immediatamente la Jugoslavia e la Cecoslovacchia mobilitarono le proprie forze ai confini ungheresi, dichiarando di considerare come casus belli la restaurazione di un Asburgo sul trono ungherese. La Polonia e la Romania si unirono all'opposizione, così al governo ungherese non rimase che il far marciare le proprie truppe contro l'ex Kaiser. L'impresa si rivelò semplice e la coppia imperiale, fatta prigioniera, fu internata nel monastero di Tihany. Le potenze della Grande Intesa appoggiarono la richiesta della Piccola Intesa, secondo cui gli Asburgo dovevano definitivamente rinunciare ai diritti sul trono ungherese e con unanime voto questa dichiarazione ebbe luogo al parlamento ungherese nel novembre del 1921. Dal Castello di Tihany, Carlo e Zita furono esiliati nell'Isola di Madera dove furono raggiunti dai figli.

### Morte
In esilio, Carlo I trascorse gli ultimi mesi in condizioni di spirito tristi, aggravate da difficoltà economiche. Carlo I d'Austria morì il 1º aprile 1922. Aveva solo 34 anni. Le sue spoglie sono ancora sepolte sull'isola, nella Chiesa della Madonna del Monte, nonostante i vari tentativi di spostarle nella Cripta degli Asburgo a Vienna. Il suo cuore e quello della moglie sono invece sepolti nell'Abbazia di Muri in Svizzera. Da ricerche effettuate nei Royal Archives sulla sua corrispondenza con Giorgio V, emerse che il re inglese si prodigò per evitare una seconda strage dei Romanov dopo la perdita del potere di Carlo d'Asburgo.

## Beatificazione

### Processo di beatificazione
Il 3 novembre 1949, la Radio Vaticana annunciò l'apertura del processo di beatificazione di Carlo d'Asburgo; gli atti furono consegnati alla Congregazione dei Riti, attualmente delle Cause dei Santi, il 22 maggio 1954. Il 7 maggio 1955, la Congregazione del Sant’Ufficio ha dichiarato che nihil obstat alla causa di beatificazione. Il 12 aprile 2003 la Congregazione delle cause dei Santi presieduta da Papa Giovanni Paolo II, ha decretato le virtù eroiche del Servo di Dio Carlo d’Austria, annoverandolo nell’albo dei Venerabili. Il 20 dicembre dello stesso anno venne promulgato il decreto sul miracolo attribuito all’intercessione del Venerabile Carlo, ultimo passaggio prima della Beatificazione. Infine il 3 ottobre 2004, durante la solenne cerimonia in San Pietro, Carlo I d'Austria è stato proclamato Beato da Sua Santità Giovanni Paolo II. Il miracolo attribuito al monarca austro ungarico fu la guarigione delle vene varicose di una suora in Sudamerica.
Durante la sua omelia, papa Giovanni Paolo II disse queste parole, riguardanti l'ex imperatore: "Carlo d’Austria è stato un esempio non solo di uomo che ha praticato le virtù della fede cristiana fino all’eroismo, ma anche di uomo politico illuminato dalla fede, privo di pregiudizi ideologici, dalle vedute ampie e proiettate al futuro, austero nella vita privata e nell’esercizio della regalità, nonché di sposo e di padre consapevole e gioioso: un modello per i nostri tempi travagliati, soprattutto per l’impegno politico dei cristiani." Giovanni Paolo II, Durante la cerimonia di beatificazione, disse inoltre:"Il compito decisivo del cristiano consiste nel cercare in tutto la volontà di Dio, riconoscerla e seguirla. L’uomo di Stato e cristiano Carlo d’Austria si pose quotidianamente questa sfida. Ai suoi occhi la guerra appariva come “qualcosa di orribile”. Nei tumulti della Prima Guerra Mondiale cercò di promuovere l’iniziativa di pace del mio predecessore Benedetto XV. Fin dall’inizio, l’Imperatore Carlo concepì la sua carica come servizio santo ai suoi popoli. La sua principale preoccupazione era di seguire la vocazione del cristiano alla santità anche nella sua azione politica. Per questo, il suo pensiero andava all’assistenza sociale. Sia un esempio per noi tutti, soprattutto per quelli che oggi hanno in Europa la responsabilità politica!".
Inoltre nell'occasione venne ricordata la strenua fede cattolica di cui l'Imperatore si fece praticante in prima persona tanto da voler presenziare al Te Deum di fine anno a Vienna nel 1918. Alla domanda del perché voleva ringraziare il Signore nell'anno della sconfitta e nell'anno in cui perse tutto, Carlo rispose che « [...] l'importante è che i popoli abbiano ritrovato la pace...» e per questo bisognava ringraziare Dio. Queste parole lo ponevano chiaramente in linea con quanto auspicato da papa Benedetto XV per la fine del primo conflitto mondiale e per l'idea di una pace universale dopo tanta distruzione. Fin dalla sua ascesa al trono del resto Carlo d'Asburgo aveva dimostrato non solo un'assoluta fiducia nel disegno universale di Dio per gli uomini, ma anche l'accettazione della Corona come un dovere verso Dio e verso il suo popolo.

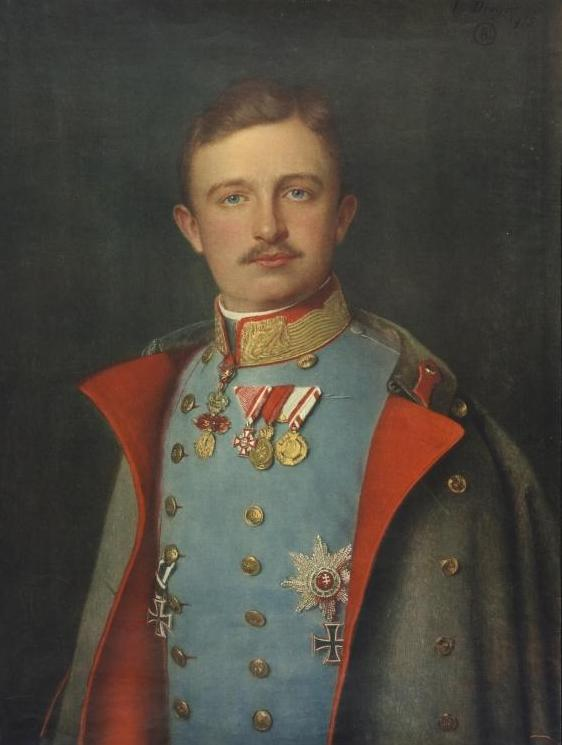
Kaiser Carlo d'Austria, nel 1917.

Anatole France, premio Nobel per la letteratura nel 1921, uomo non cattolico e dichiaratamente anticlericale, scrisse di Carlo I come: "L’imperatore Carlo è l’unico uomo decente, emerso durante la guerra, ad un posto direttivo; ma non lo si ascoltò. Egli ha desiderato sinceramente la pace, e perciò viene disprezzato da tutto il mondo. Si è trascurata una splendida occasione". Lo scrittore inglese Herbert Vivian, che aveva conosciuto il Kaiser austriaco, scrisse: “Carlo era un grande capo, un principe della pace, che voleva risparmiare al mondo un anno di guerra; un uomo di Stato con idee salvatrici per i complicati problemi dei suoi paesi; un monarca che amava i popoli, un uomo senza paura, d’animo nobile, di prestigio, un santo, dalla cui tomba si diffonde benedizione”.

### Contestazioni sulla beatificazione

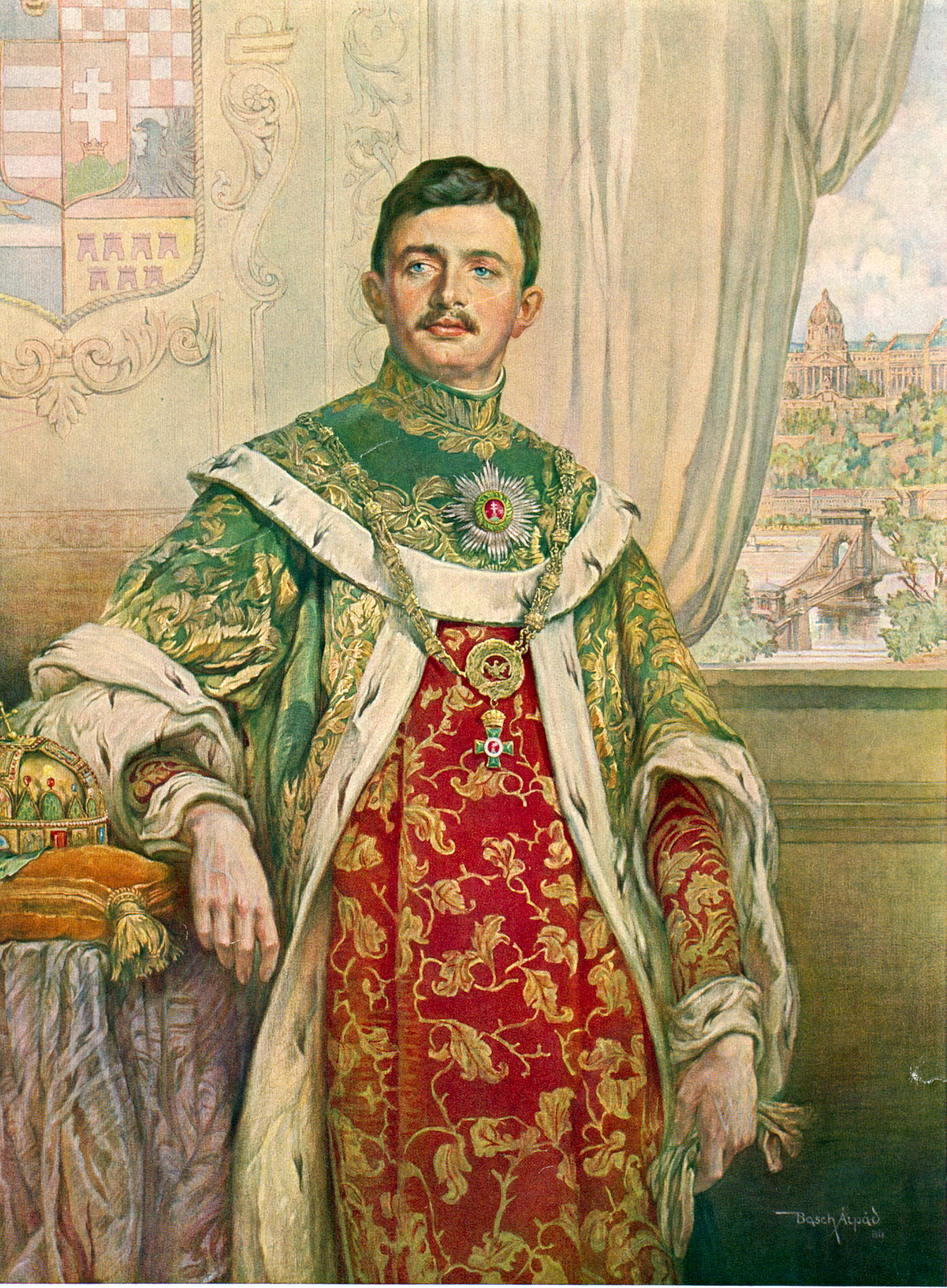
Carlo I con le vesti di Gran Maestro dell'Ordine reale di Santo Stefano d'Ungheria, 1916.

A seguito del processo di beatificazione, si aprirono numerose contestazioni e proteste su scala mondiale circa la beatificazione dell'imperatore Carlo. Il dibattito riguardava l'opportunità di beatificare un personaggio la cui figura era legata ai sanguinosi eventi della Prima guerra mondiale, all'uso delle armi chimiche e alla dinastia degli Asburgo, iniziatori del conflitto che provocò la dissoluzione di uno degli Imperi più importanti della storia europea. Tra le ragioni della contestatissima beatificazione è stato il fatto secondo cui Carlo I si fece promotore dell'iniziativa di pace indotta da papa Benedetto XV, che definì il 1º agosto 1917 la guerra come "inutile strage"; il agosto 29 dello stesso anno, l'Imperatore austriaco firmò l'approvazione al Generale Arthur Arz von Straussenburg, per un attacco di sfondamento delle linee italiane tramite gas asfissianti, in quella che sarà denominata Battaglia di Caporetto.
Queste polemiche e il dibattito che scoppiò in Austria, in seguito alla decisione del Vaticano, hanno occupato per mesi la stampa. Alfred Worm, considerato uno dei giornalisti austriaci più importanti del XX secolo, riferendosi all'unico miracolo di Carlo I accettato dal Vaticano, ovvero la guarigione delle vene varicose di una suora in Sudamerica, ha definito la beatificazione di Carlo come "una presa per i fondelli dei fedeli. Centinaia di migliaia di persone sono morte come martiri nei campi di concentramento. Loro non vengono fatti santi. La lobby dei monarchici ce la fa con le vene varicose. E l'Austria ufficiale applaude. Penoso".
È stato inoltre evidenziato l'eccessivo costo dei procedimenti di beatificazione.

## Discendenza
Dal matrimonio con Zita nacquero:
| Nome                     | Nascita          | Morte            | Note |
| ------------------------ | ---------------- | ---------------- | --- |
| Principe ereditario Otto | 20 novembre 1912 | 4 luglio 2011    | Sposa nel 1951 la principessa Regina di Sassonia-Meiningen (1925-2010), ha avuto 7 figli.                                                            |
| Arciduchessa Adelaide    | 3 gennaio 1914   | 2 ottobre 1971   | Nubile e senza figli. |
| Arciduca Roberto         | 8 febbraio 1915  | 7 febbraio 1996  | Sposa nel 1953 la principessa Margherita di Savoia-Aosta (1930-2022), ha avuto 5 figli.                                                              |
| Arciduca Felice          | 31 maggio 1916   | 6 settembre 2011 | Sposa nel 1952 la principessa Anna Eugenia d'Arenberg (1925-1997), ha avuto 7 figli.                                                                 |
| Arciduca Carlo Ludovico  | 10 marzo 1918    | 11 dicembre 2007 | Sposa nel 1950 la principessa Yolanda di Ligne (1923-2023), ha avuto 4 figli.                                                                        |
| Arciduca Rodolfo         | 5 settembre 1919 | 15 maggio 2010   | Sposa nel 1953 la contessa Xenia Tschernichev-Besobrazova (1929-1968) e nel 1971 la principessa Anna Gabriele von Wrede (n. 1940), ha avuto 5 figli. |
| Arciduchessa Carlotta    | 1º maggio 1921   | 23 luglio 1989   | Sposa nel 1956 Giorgio, duca del Meclemburgo (1899-1963), non ha avuto figli.                                                                        |
| Arciduchessa Elisabetta  | 31 maggio 1922   | 7 gennaio 1993   | Sposa nel 1949 il principe Enrico del Liechtenstein (1916-1991), ha avuto 5 figli.                                                                   |

## Ascendenza
|                                    |                      |                                  | Genitori                              |  |  | Nonni |  |  | Bisnonni                         |  |  | Trisnonni             |  |
|                                    |                      |                                  |                                       |  |  |       |  |  | Francesco Carlo d'Asburgo-Lorena |  |  | Francesco I d'Austria |  |
|                                    |                      |                                  |                                       |  |  |       |  |  | Francesco Carlo d'Asburgo-Lorena |  |  | Francesco I d'Austria |  |
|                                    |                      | Maria Teresa di Napoli e Sicilia |                                       |  |  |       |  |  | Francesco Carlo d'Asburgo-Lorena |  |  |                       |  |
| Carlo Ludovico d'Asburgo-Lorena    |                      |                                  |                                       |  |  |       |  |  | Francesco Carlo d'Asburgo-Lorena |  |  |                       |  |
|                                    |                      | Sofia di Baviera                 | Massimiliano I di Baviera             |  |  |       |  |  |                                  |  |  |                       |  |
|                                    |                      | Sofia di Baviera                 | Massimiliano I di Baviera             |  |  |       |  |  |                                  |  |  |                       |  |
|                                    |                      | Sofia di Baviera                 | Carolina di Baden                     |  |  |       |  |  |                                  |  |  |                       |  |
| Ottone Francesco d'Asburgo-Lorena  |                      | Sofia di Baviera                 |                                       |  |  |       |  |  |                                  |  |  |                       |  |
|                                    |                      | Ferdinando II delle Due Sicilie  | Francesco I delle Due Sicilie         |  |  |       |  |  |                                  |  |  |                       |  |
|                                    |                      | Ferdinando II delle Due Sicilie  | Francesco I delle Due Sicilie         |  |  |       |  |  |                                  |  |  |                       |  |
|                                    |                      | Ferdinando II delle Due Sicilie  | Maria Isabella di Spagna              |  |  |       |  |  |                                  |  |  |                       |  |
| Maria Annunziata delle Due Sicilie |                      | Ferdinando II delle Due Sicilie  |                                       |  |  |       |  |  |                                  |  |  |                       |  |
|                                    |                      | Maria Teresa d'Austria           | Carlo d'Austria-Teschen               |  |  |       |  |  |                                  |  |  |                       |  |
|                                    |                      | Maria Teresa d'Austria           | Carlo d'Austria-Teschen               |  |  |       |  |  |                                  |  |  |                       |  |
|                                    |                      | Maria Teresa d'Austria           | Enrichetta di Nassau-Weilburg         |  |  |       |  |  |                                  |  |  |                       |  |
| Carlo I d'Austria                  |                      | Maria Teresa d'Austria           |                                       |  |  |       |  |  |                                  |  |  |                       |  |
|                                    | Giovanni di Sassonia | Massimiliano di Sassonia         |                                       |  |  |       |  |  |                                  |  |  |                       |  |
|                                    | Giovanni di Sassonia | Massimiliano di Sassonia         |                                       |  |  |       |  |  |                                  |  |  |                       |  |
|                                    | Giovanni di Sassonia | Carolina di Parma                |                                       |  |  |       |  |  |                                  |  |  |                       |  |
| Giorgio di Sassonia                | Giovanni di Sassonia |                                  |                                       |  |  |       |  |  |                                  |  |  |                       |  |
|                                    |                      | Amalia Augusta di Baviera        | Massimiliano I di Baviera             |  |  |       |  |  |                                  |  |  |                       |  |
|                                    |                      | Amalia Augusta di Baviera        | Massimiliano I di Baviera             |  |  |       |  |  |                                  |  |  |                       |  |
|                                    |                      | Amalia Augusta di Baviera        | Carolina di Baden                     |  |  |       |  |  |                                  |  |  |                       |  |
| Maria Giuseppina di Sassonia       |                      | Amalia Augusta di Baviera        |                                       |  |  |       |  |  |                                  |  |  |                       |  |
|                                    |                      | Ferdinando II del Portogallo     | Ferdinando di Sassonia-Coburgo-Kohary |  |  |       |  |  |                                  |  |  |                       |  |
|                                    |                      | Ferdinando II del Portogallo     | Ferdinando di Sassonia-Coburgo-Kohary |  |  |       |  |  |                                  |  |  |                       |  |
|                                    |                      | Ferdinando II del Portogallo     | Maria Antonia di Koháry               |  |  |       |  |  |                                  |  |  |                       |  |
| Maria Anna del Portogallo          |                      | Ferdinando II del Portogallo     |                                       |  |  |       |  |  |                                  |  |  |                       |  |
|                                    |                      | Maria II del Portogallo          | Pietro I del Brasile                  |  |  |       |  |  |                                  |  |  |                       |  |
|                                    |                      | Maria II del Portogallo          | Pietro I del Brasile                  |  |  |       |  |  |                                  |  |  |                       |  |
|                                    |                      | Maria II del Portogallo          | Maria Leopoldina d'Austria            |  |  |       |  |  |                                  |  |  |                       |  |
|                                    |                      | Maria II del Portogallo          |                                       |  |  |       |  |  |                                  |  |  |                       |  |

## Titolatura
Grande
S.M.I. e R. Ap. Carlo I
per la grazia di Dio,
Imperatore d'Austria,
Re apostolico d'Ungheria, con il nome di IV, di Boemia, con il nome di III, di Dalmazia, Croazia, Slavonia, con il nome di IV, Galizia, Lodomiria e d'Illiria,
Re di Gerusalemme ecc.,
Arciduca d'Austria,
Gran Duca di Toscana e Cracovia,
Duca di Lorena, di Salisburgo, Stiria, Carinzia, Carniola e di Bucovina,
Gran Principe di Transilvania,
Margravio di Moravia,
Duca d'Alta e Bassa Slesia, di Modena, Parma, Piacenza e Guastalla, d'Auschwitz e Zator, di Teschen, del Friuli, di Ragusa e Zara,
Conte principesco d'Asburgo, di Tirolo, di Kyburg, Gorizia e Gradisca,
Principe di Trento e Bressanone,
Margravio d'Alta e Bassa Lusazia e in Istria,
Conte di Hohenems, Feldkirch, Bregenz, Sonnenberg, ecc.,
Signore di Trieste, di Cattaro e della Marca dei Vendi,
Gran Voivoda del Voivodato di Serbia,
ecc., ecc.
Media:
S.M.I. e R. Ap. Carlo I
per la grazia di Dio,
Imperatore d'Austria,
Re Apostolico d'Ungheria, con il nome di IV,
Re di Boemia, con il nome di III, di Dalmazia, Croazia, Slavonia, con il nome di IV, Galizia, Lodomiria e Illiria,
Arciduca d'Austria,
Gran Duca di Cracovia,
Duca di Lorena, Salisburgo, Stiria, Carinzia, Carniola, Bucovina, Alta e Bassa Slesia
Gran Principe di Transilvania,
Margravio di Moravia,
Conte principesco d'Asburgo e Tirolo ecc., ecc., ecc.
Piccola:
S.M.I. e R. Ap. Carlo I
per la grazia di Dio,
Imperatore d'Austria,
Re di Boemia, con il nome di III ecc., ecc.,
Re Apostolico d'Ungheria, con il nome di IV, ecc.